# Matīsa iela

Matīsa iela est une rue du district central et de la banlieue de Latgale à Rīga en Lettonie,.

## Présentation
La rue Matīsa traverse les quartiers Avoti et Centrs.
La rue Matīsa iela commence à l'intersection des rues Brīvības iela, Miera iela et Šarlotes iela et se termine, à la frontière de Dārzciems, à l'intersection des rues Vietalvas iela et Mazā Matīsa iela, devant le cimetière de Matīsa (lv).
La longueur totale de la rue est de 2 070 mètres.

## Bâtiments
- Matīsa iela 8 Ancienne brasserie de Gustav Kuntzendorf (1872-1873). Actuellement, c'est un immeuble de bureaux et un centre de production où se trouvent de nombreuses entreprises.
- Matīsa iela 16 Ancienne demeure du brasseur G. Kuntzendorf (1902-1903, architecte Vilhelms Neimanis), monument architectural. Jūlijs Madernieks y a vécu de 1945 à 1955[2].
- Matīsa iela 46a Ancienne demeure en bois de V.D. Zhidelev (1877, architecte Jānis Frīdrihs Baumanis).
- Matīsa iela 108 et 114 - Réservoirs de gaz (respectivement 1901, architecte Kārlis Johans Felsko et 1898, architecte Otto Intze) - monuments architecturaux[2].

## Transports
- Bus :	20, 63
- Trolleybus :	11
- Tramway :	11

## Galerie

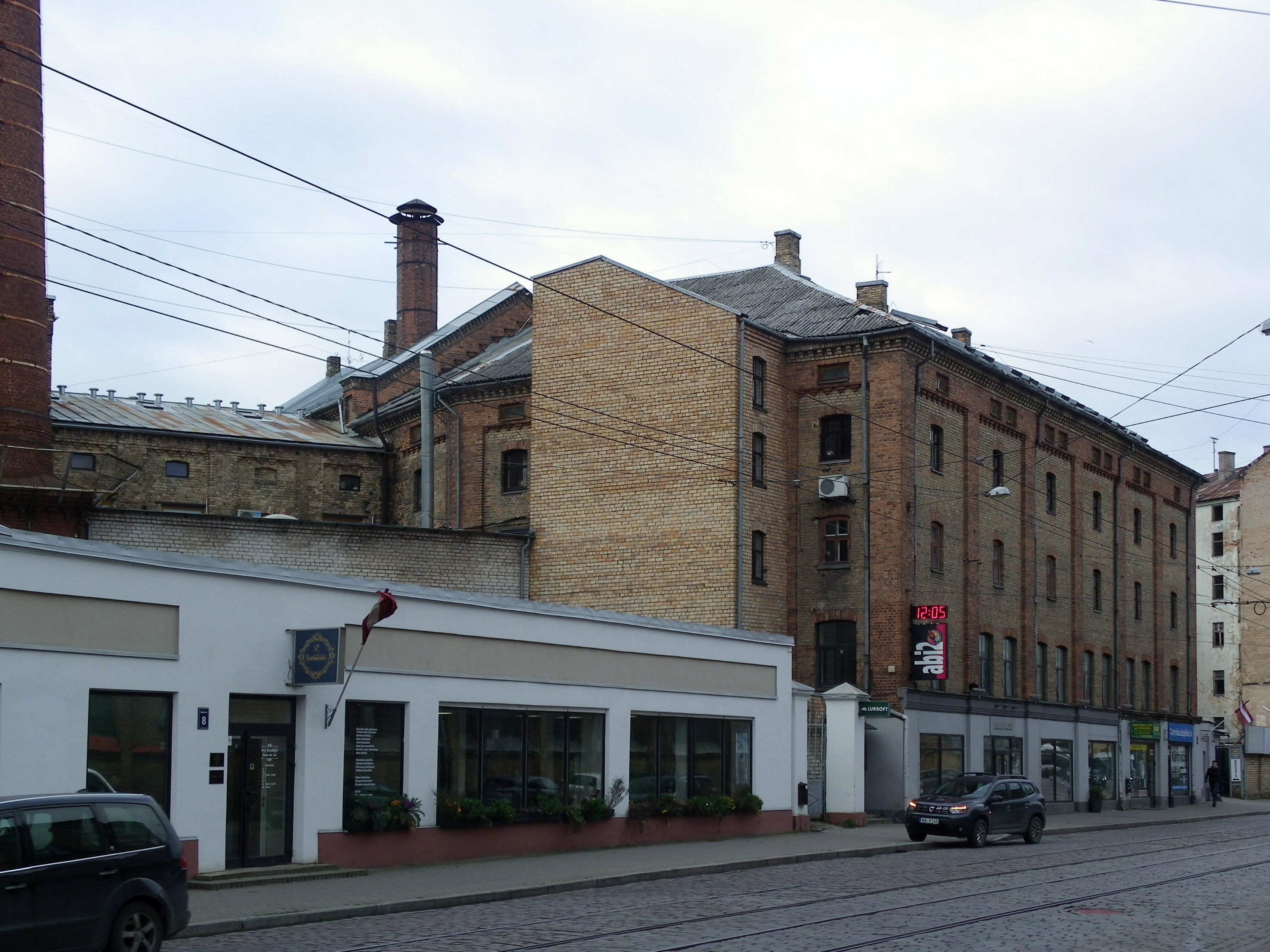
Matīsa iela  8
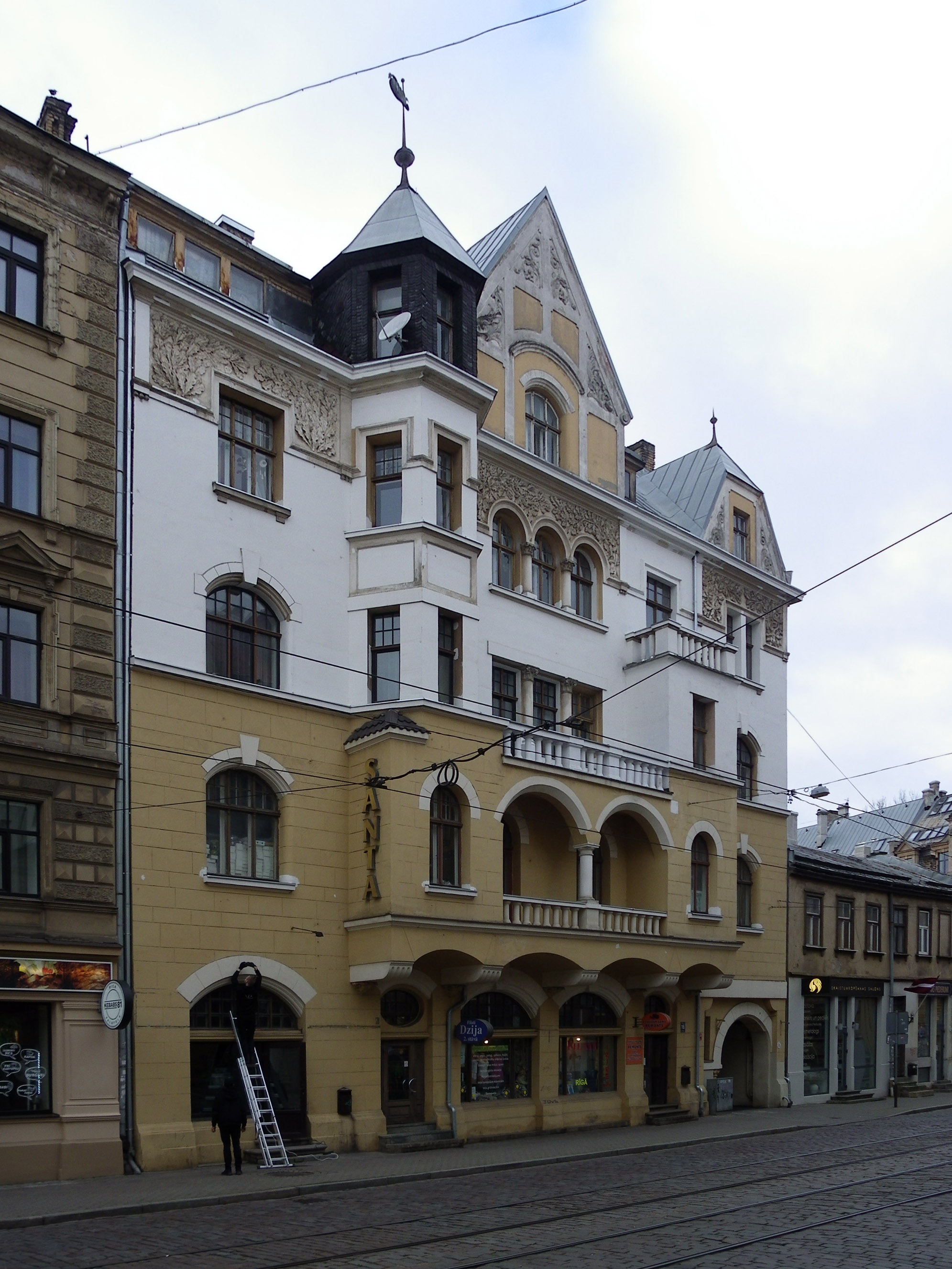
Matīsa iela 16
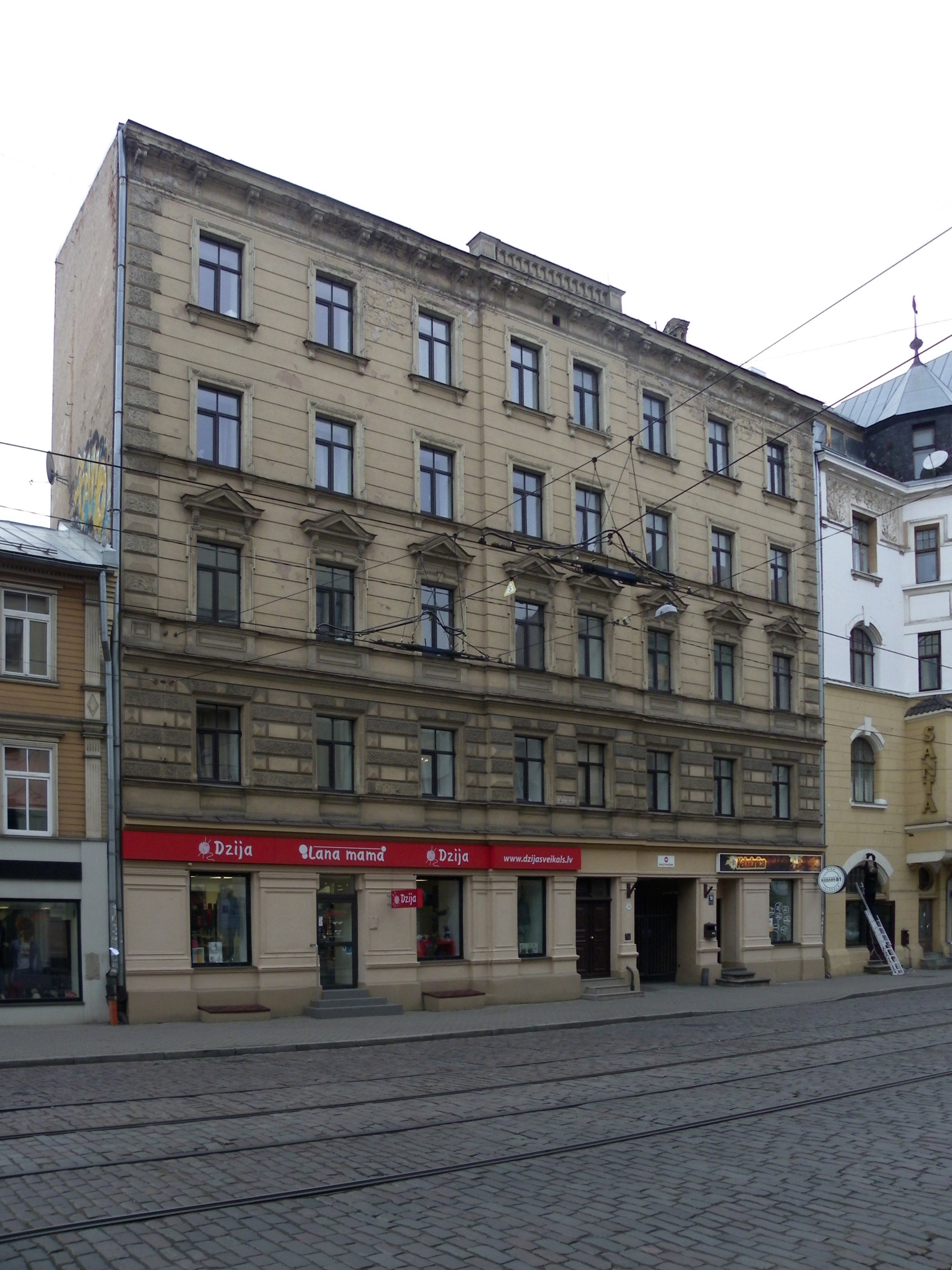
Matīsa iela 18
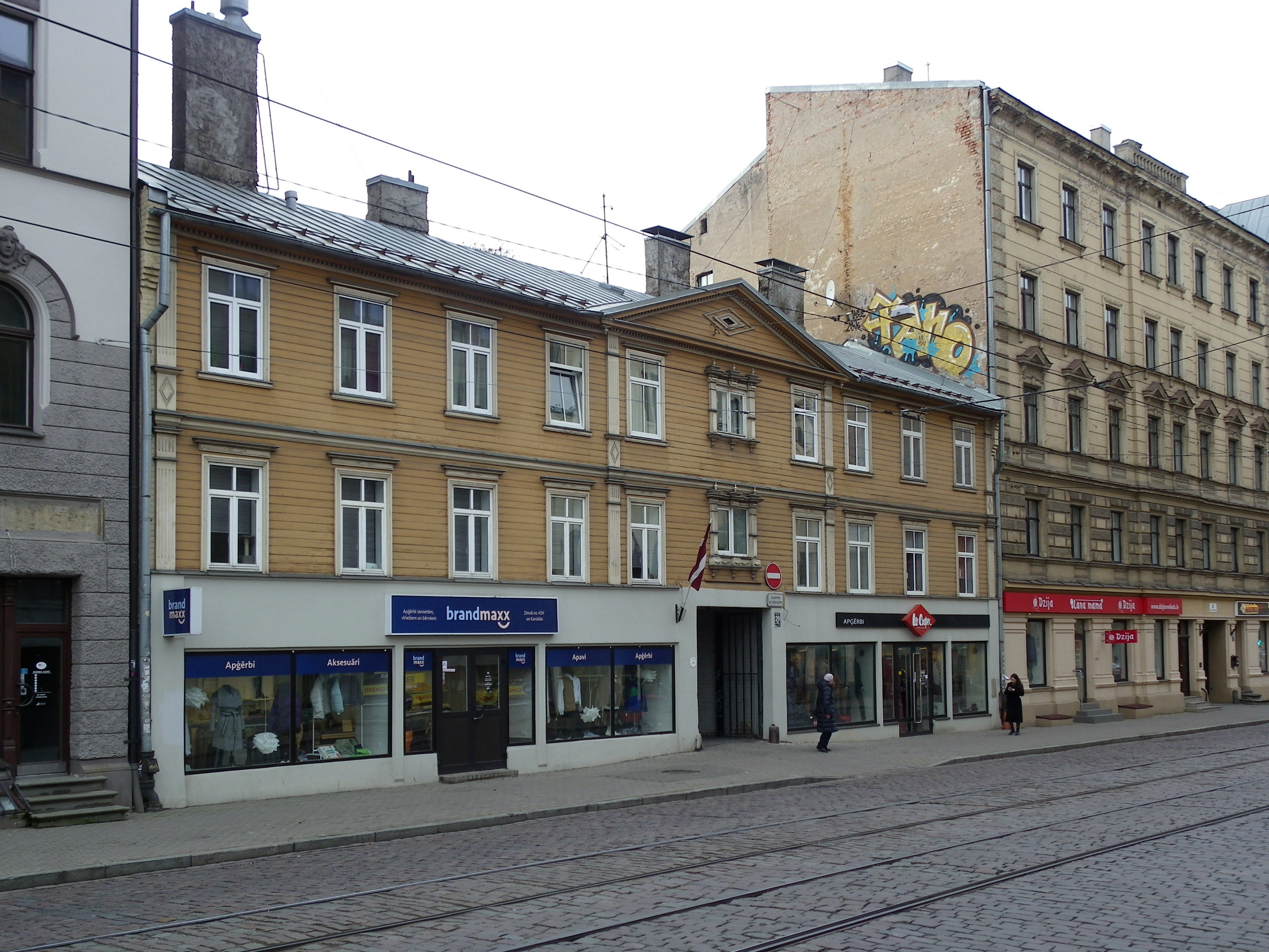
Matīsa iela 20.
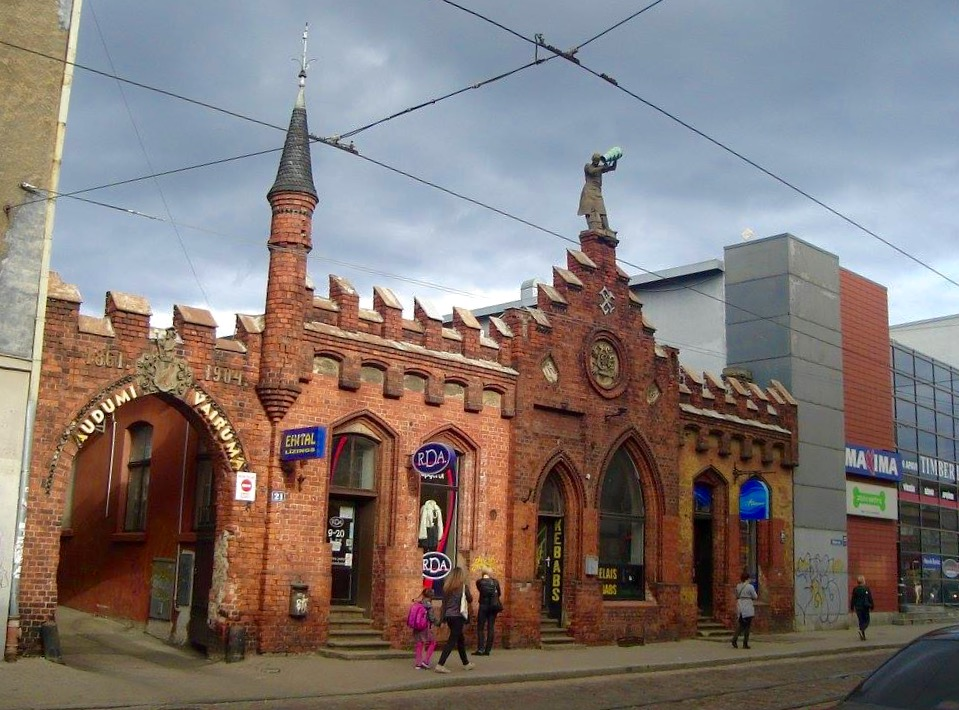
Matīsa iela 21
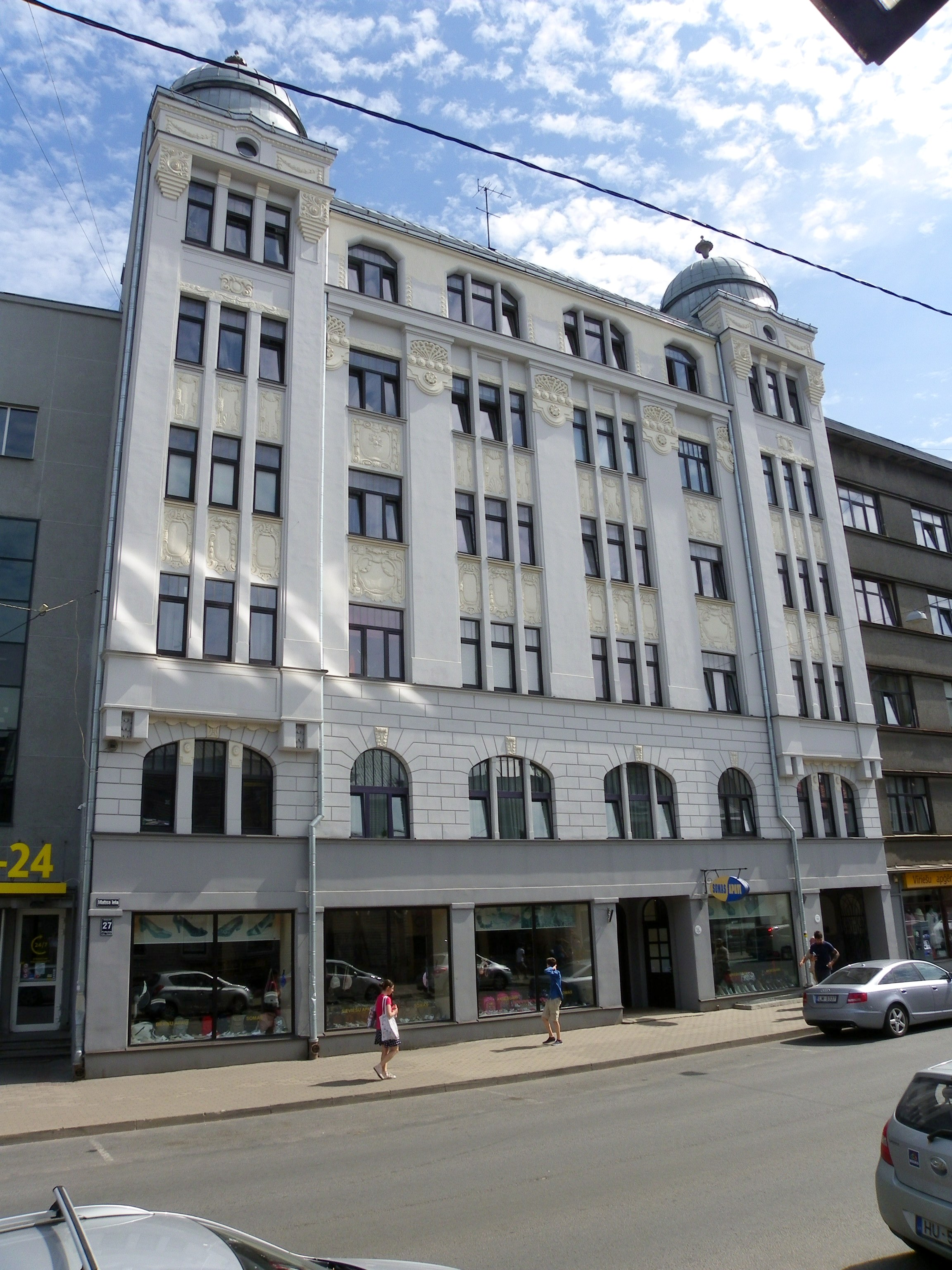
Matīsa iela 27
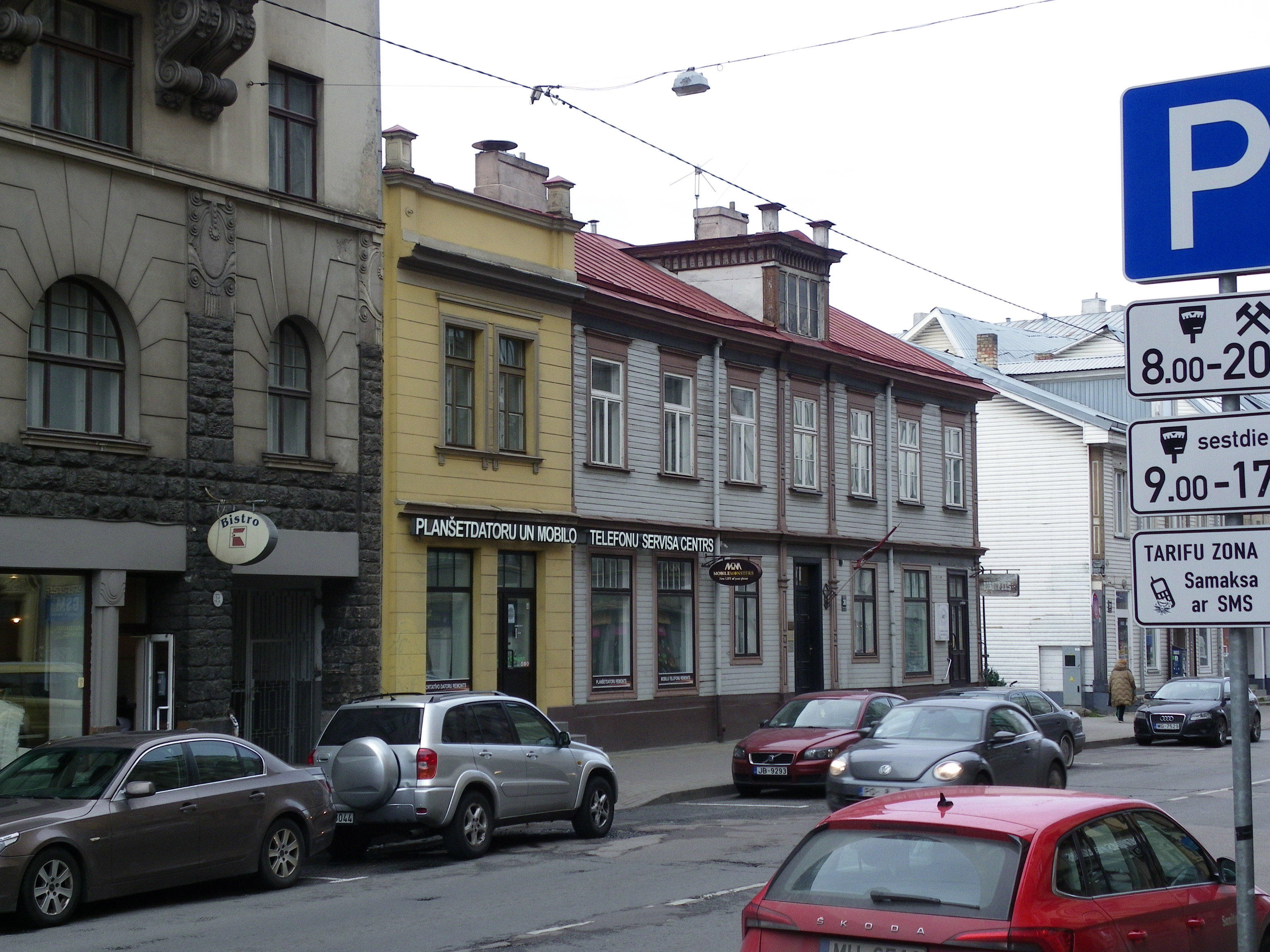
Matīsa iela 30
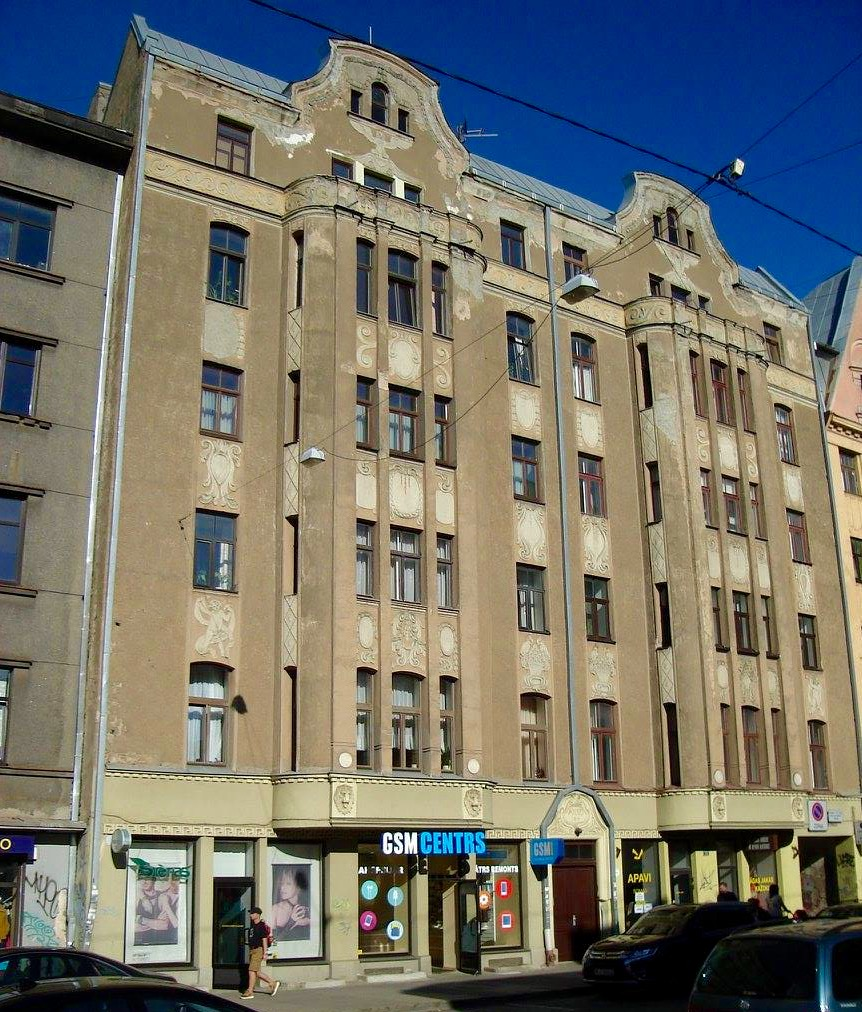
Matīsa iela 31
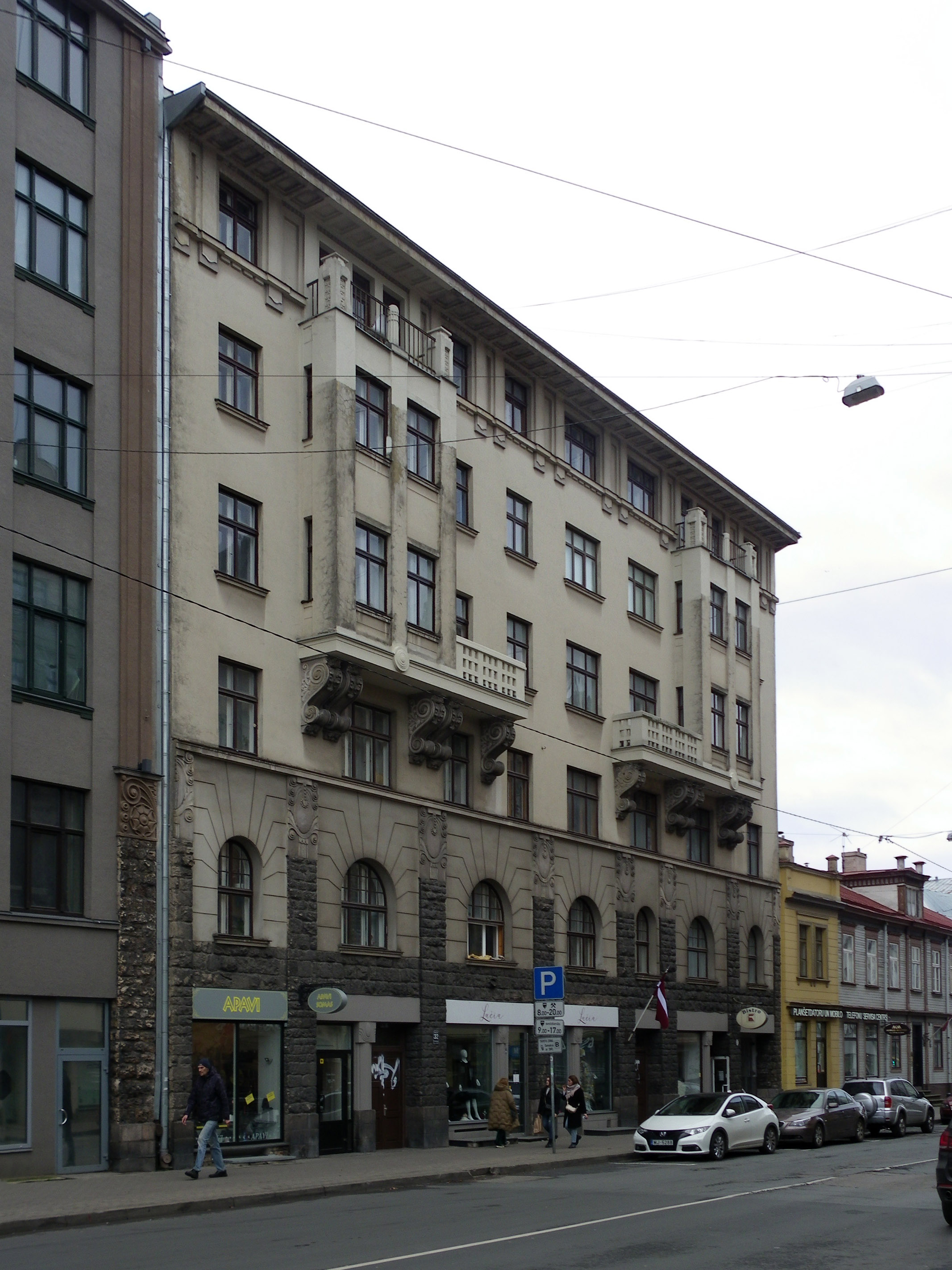
Matīsa iela 32
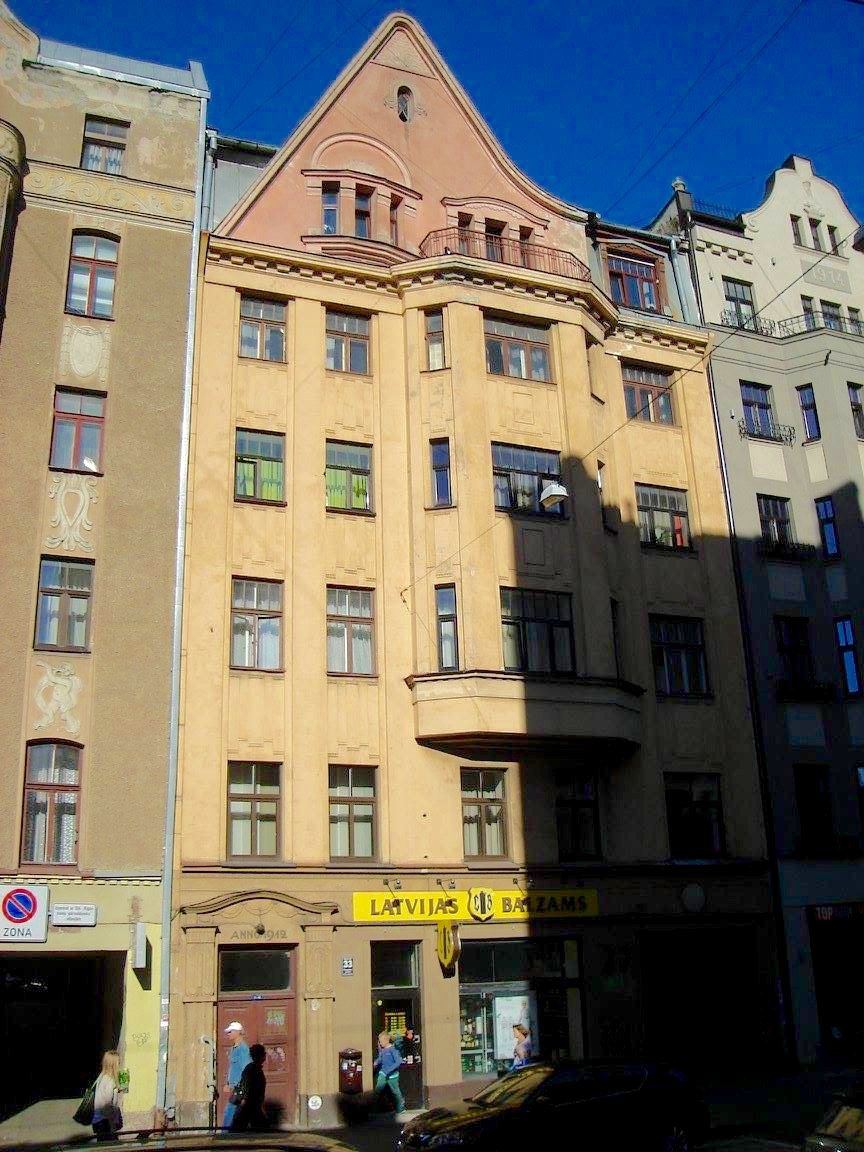
Matīsa iela 33
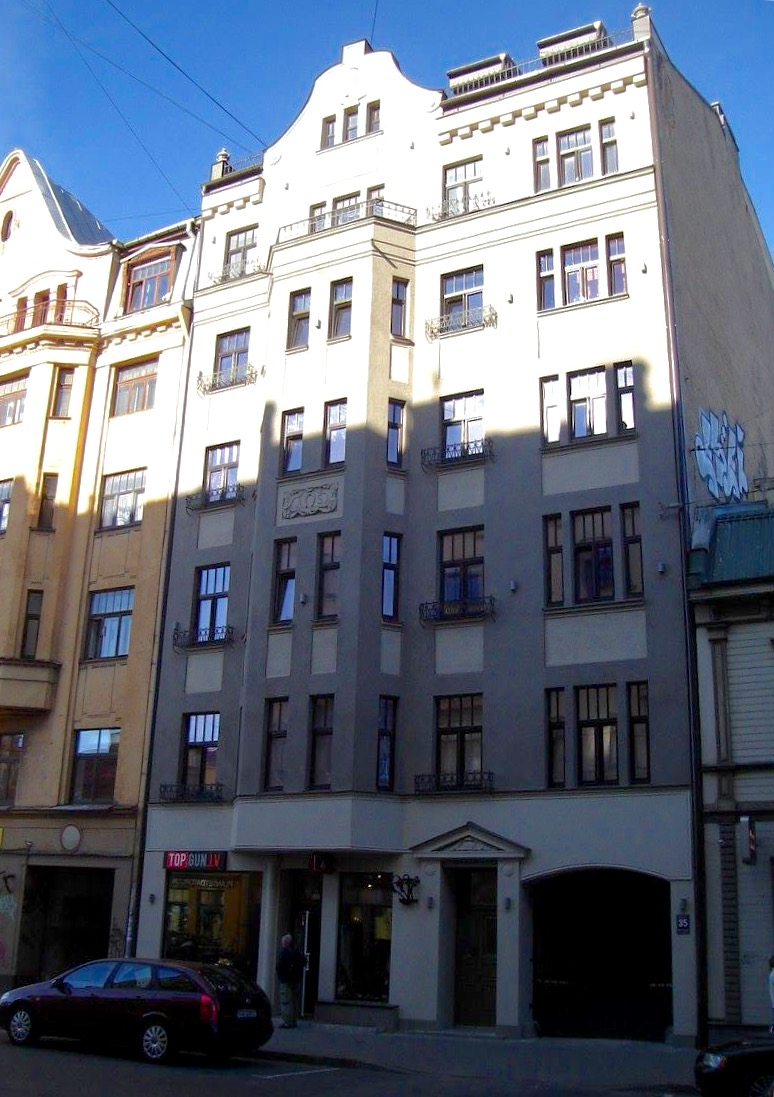
Matīsa iela 35
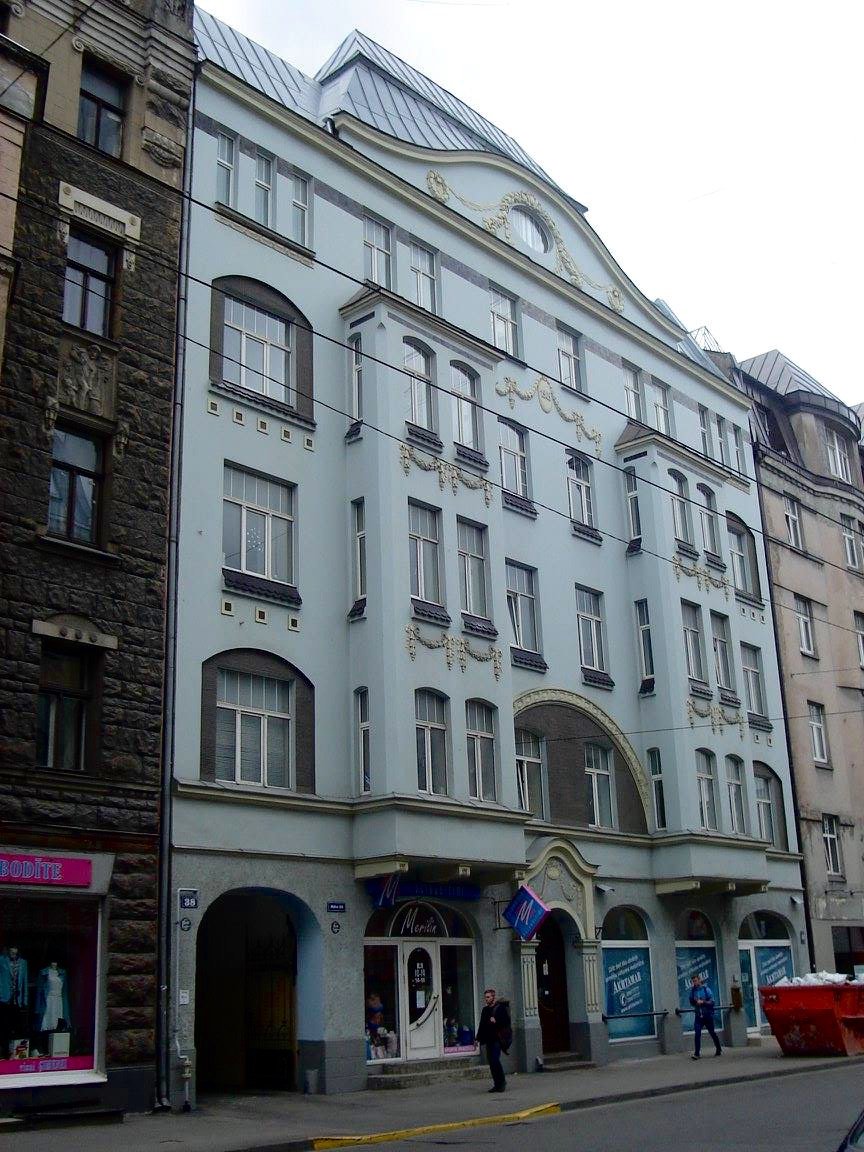
Matīsa iela 38
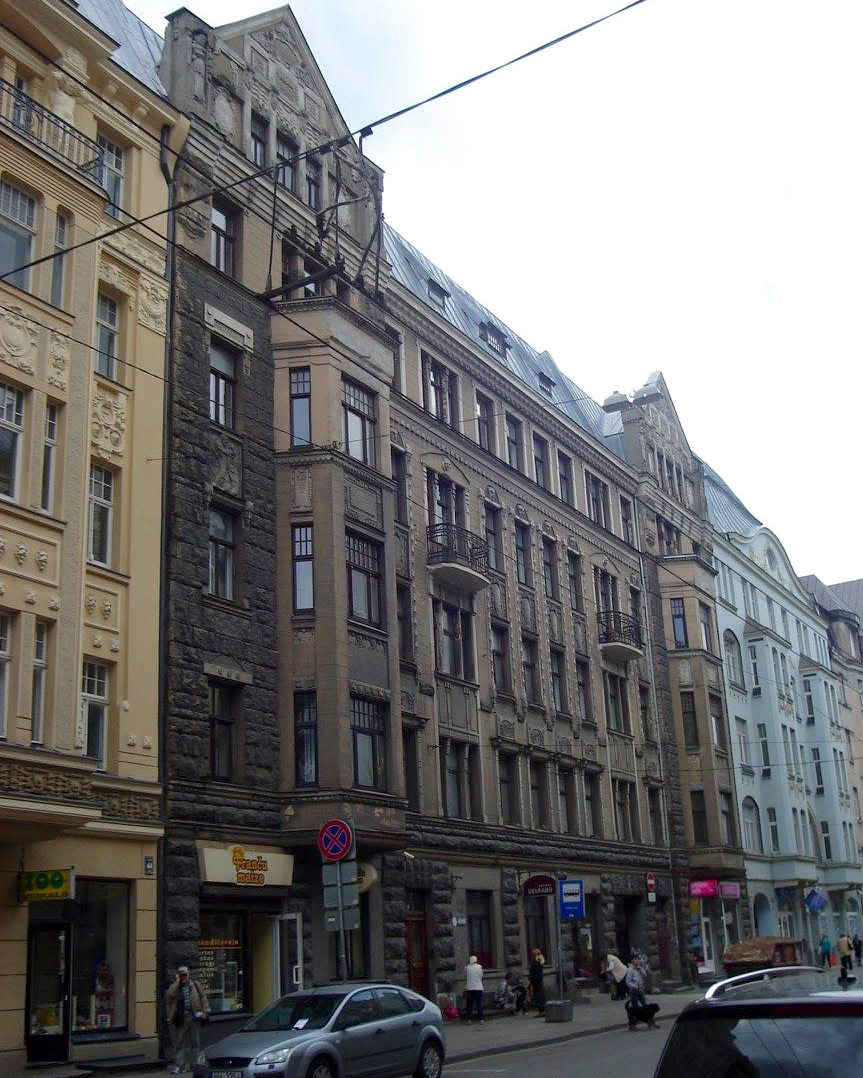
Matīsa iela 40
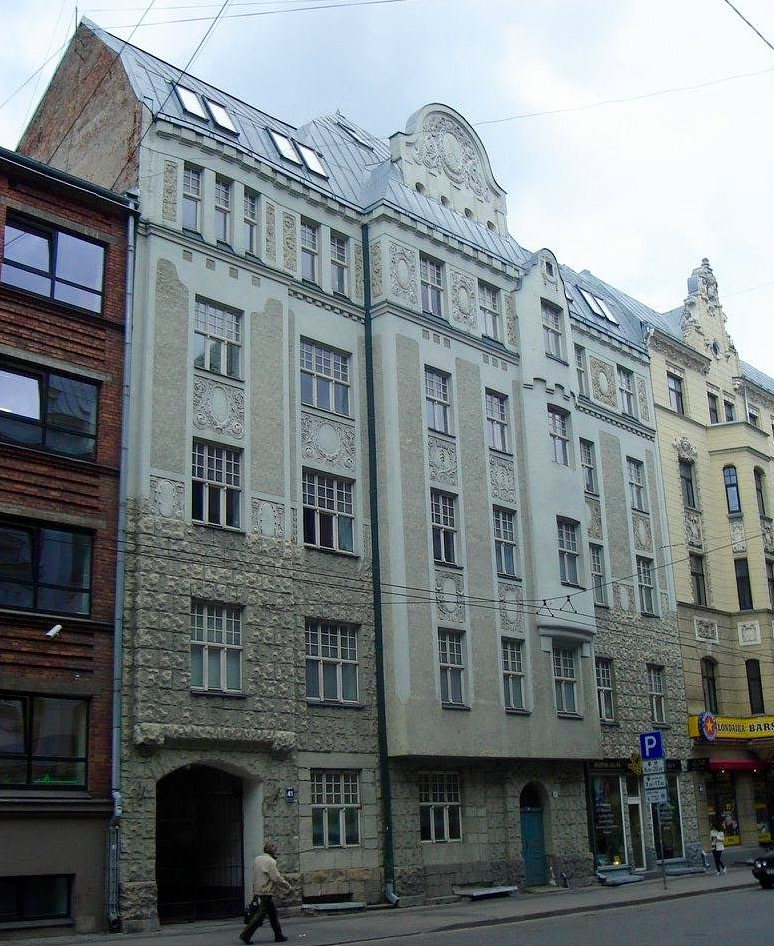
Matīsa iela 41
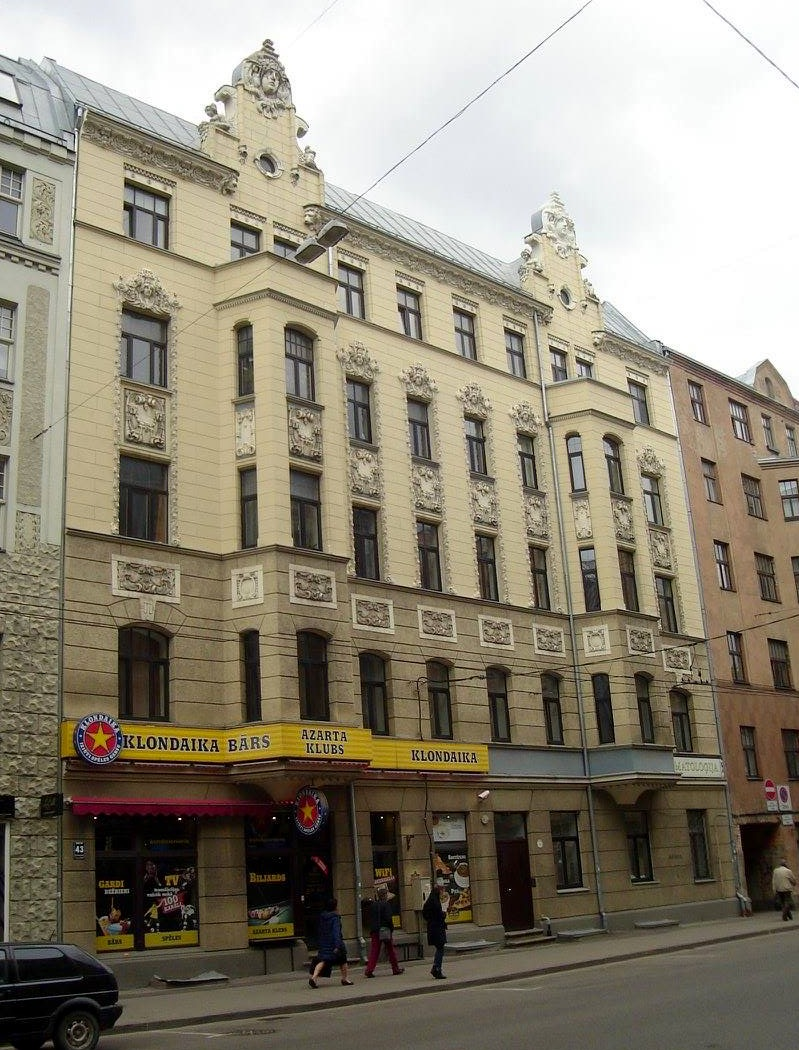
Matīsa iela 43
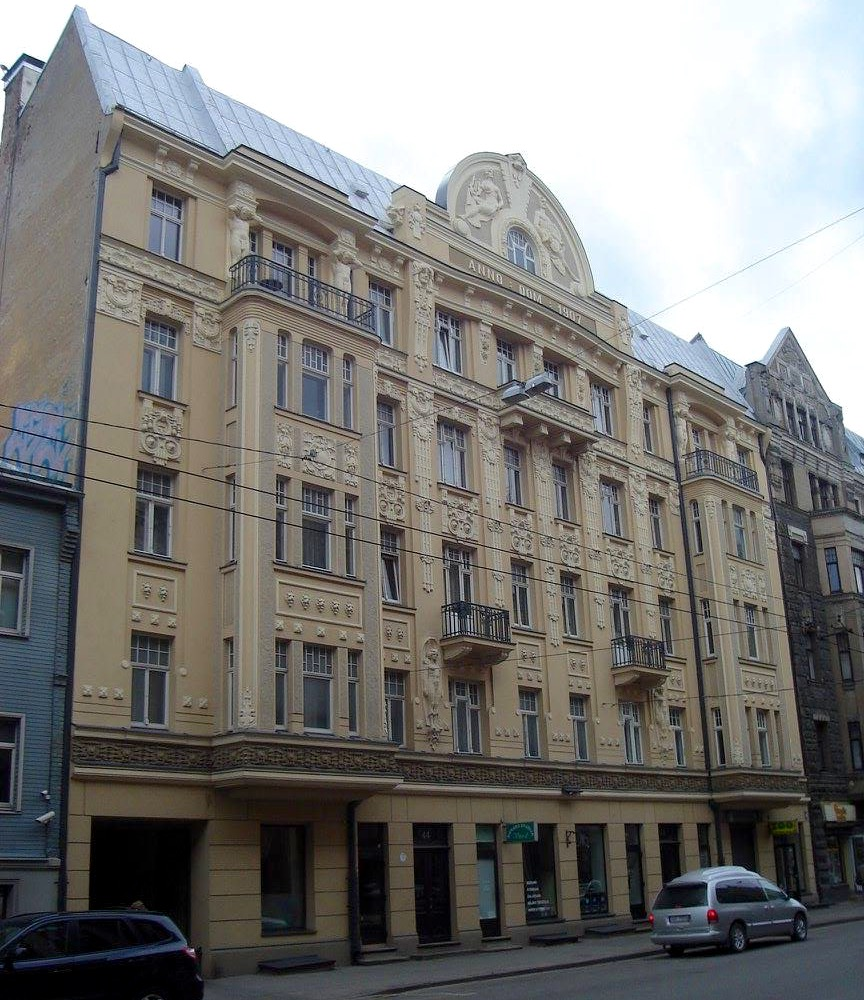
Matīsa iela 44
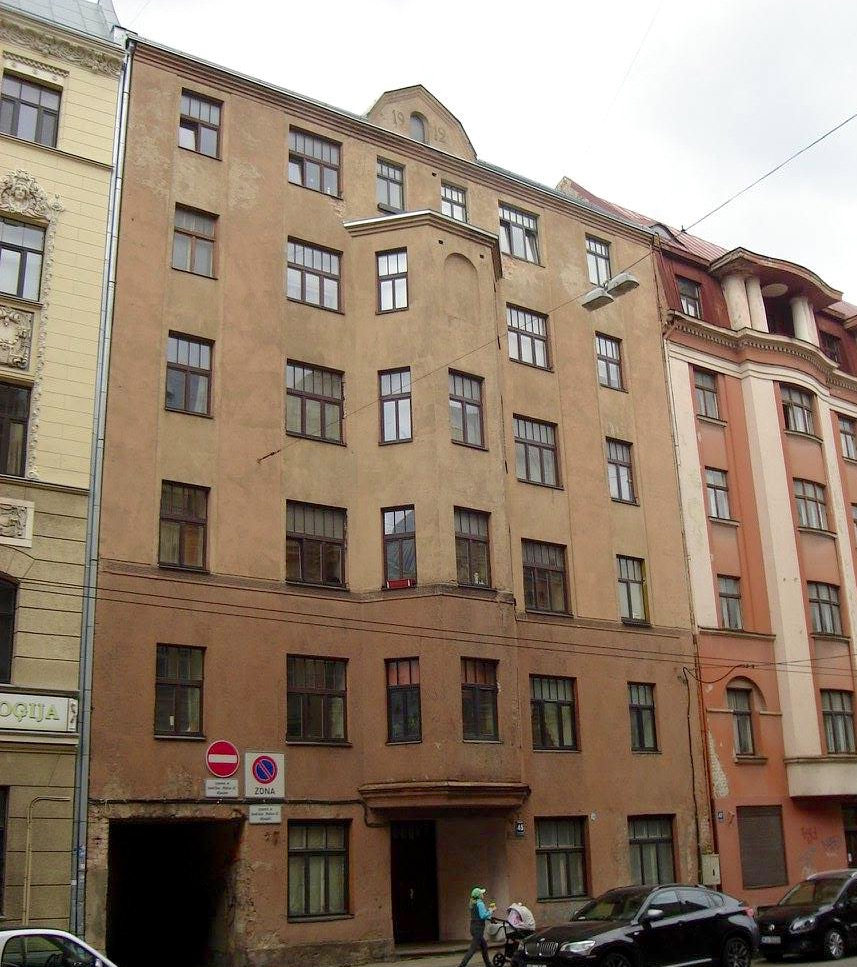
Matīsa iela 45
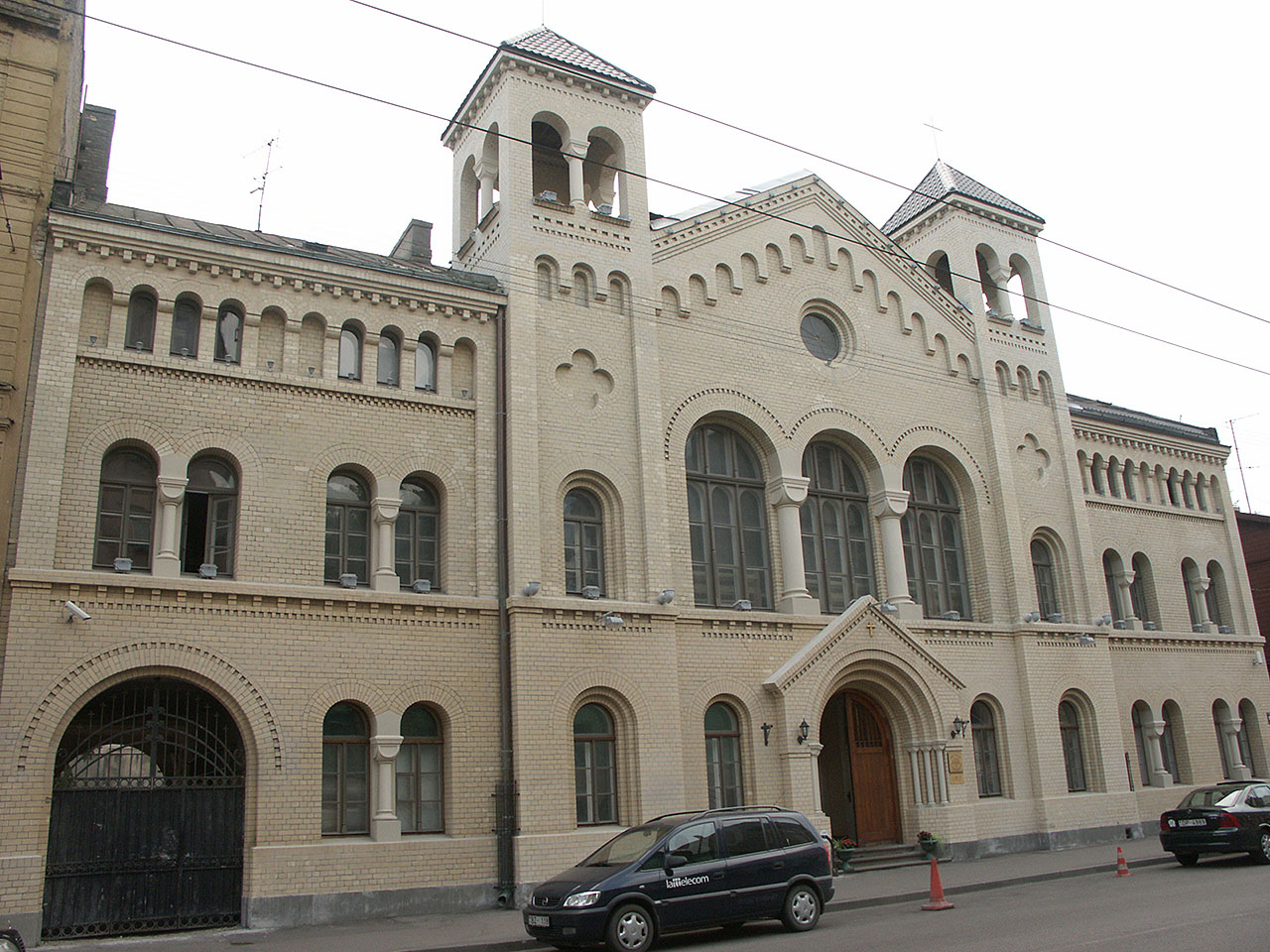
Matīsa iela 50b
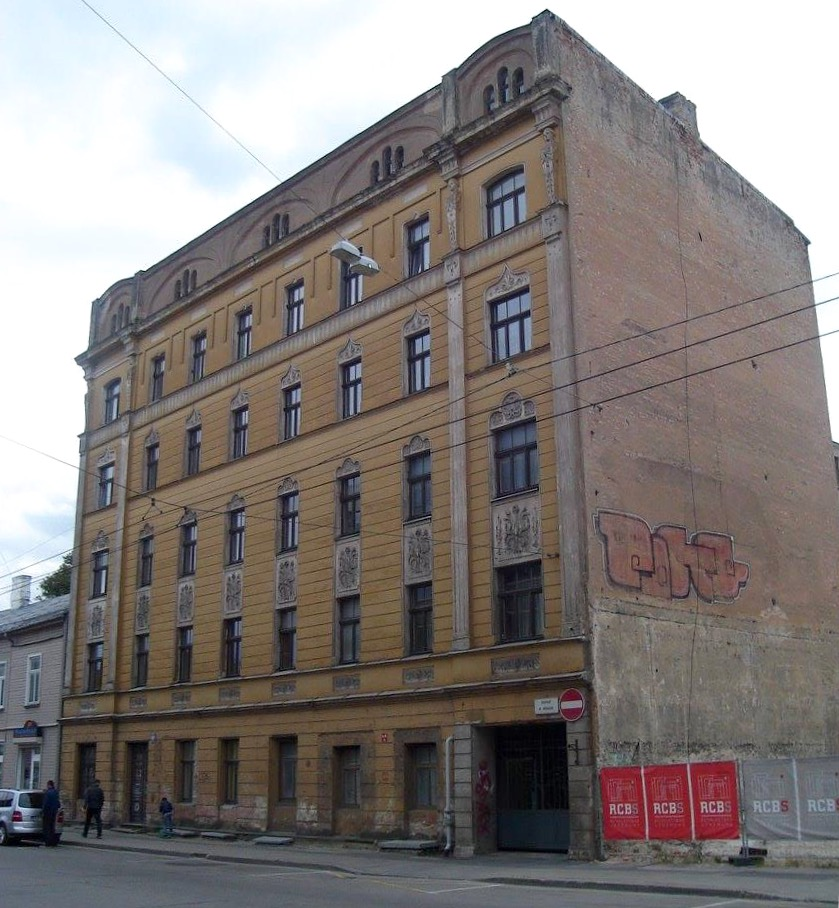
Matīsa iela 52b
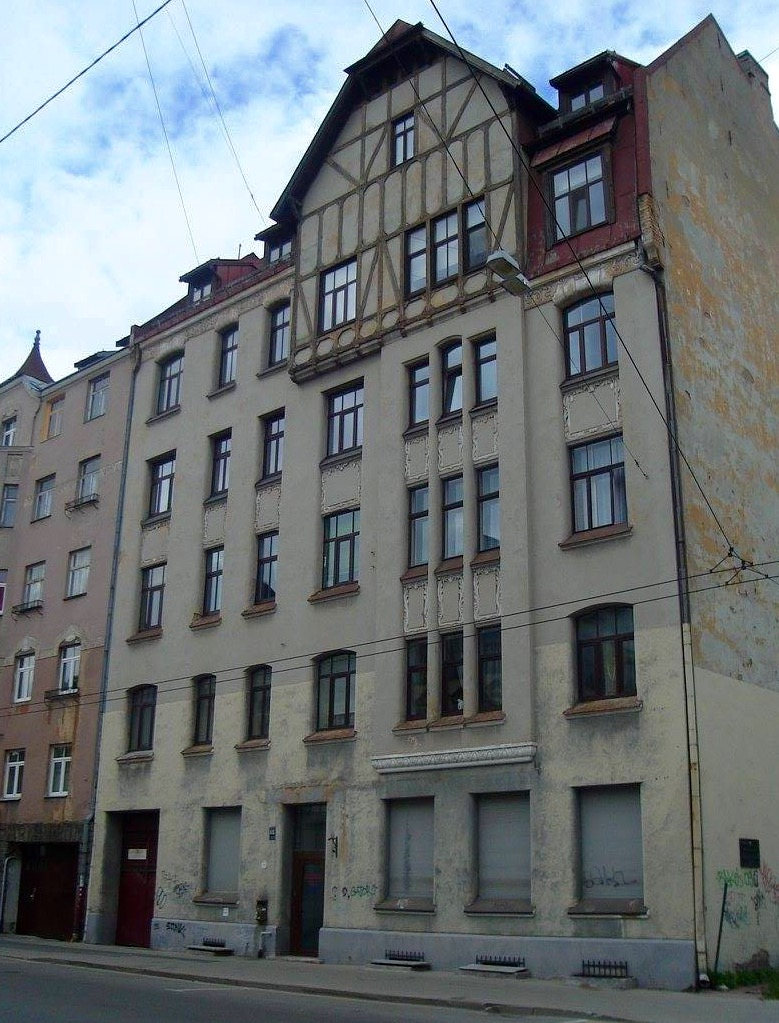
Matīsa iela 65
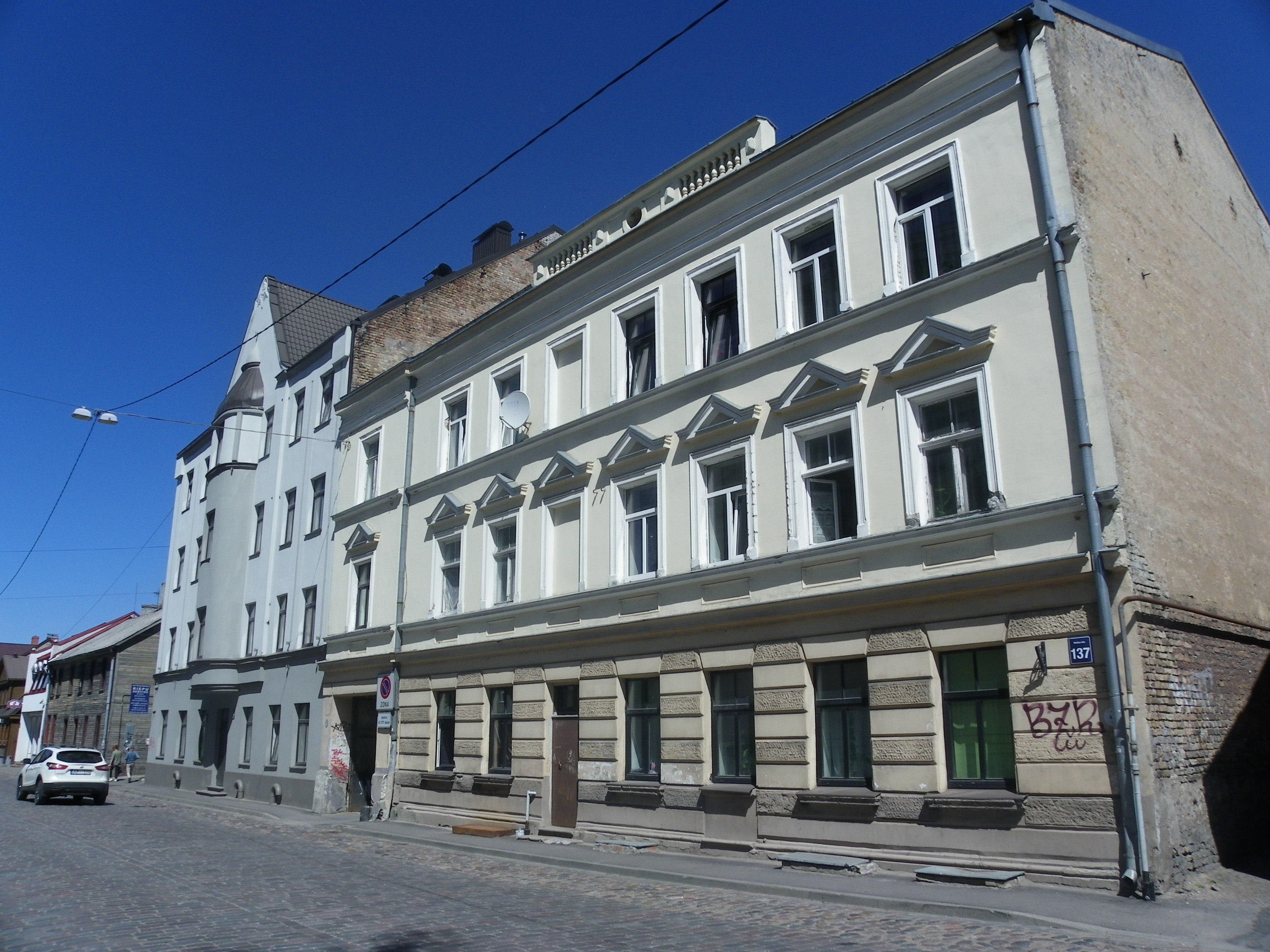
Matīsa iela 135-137
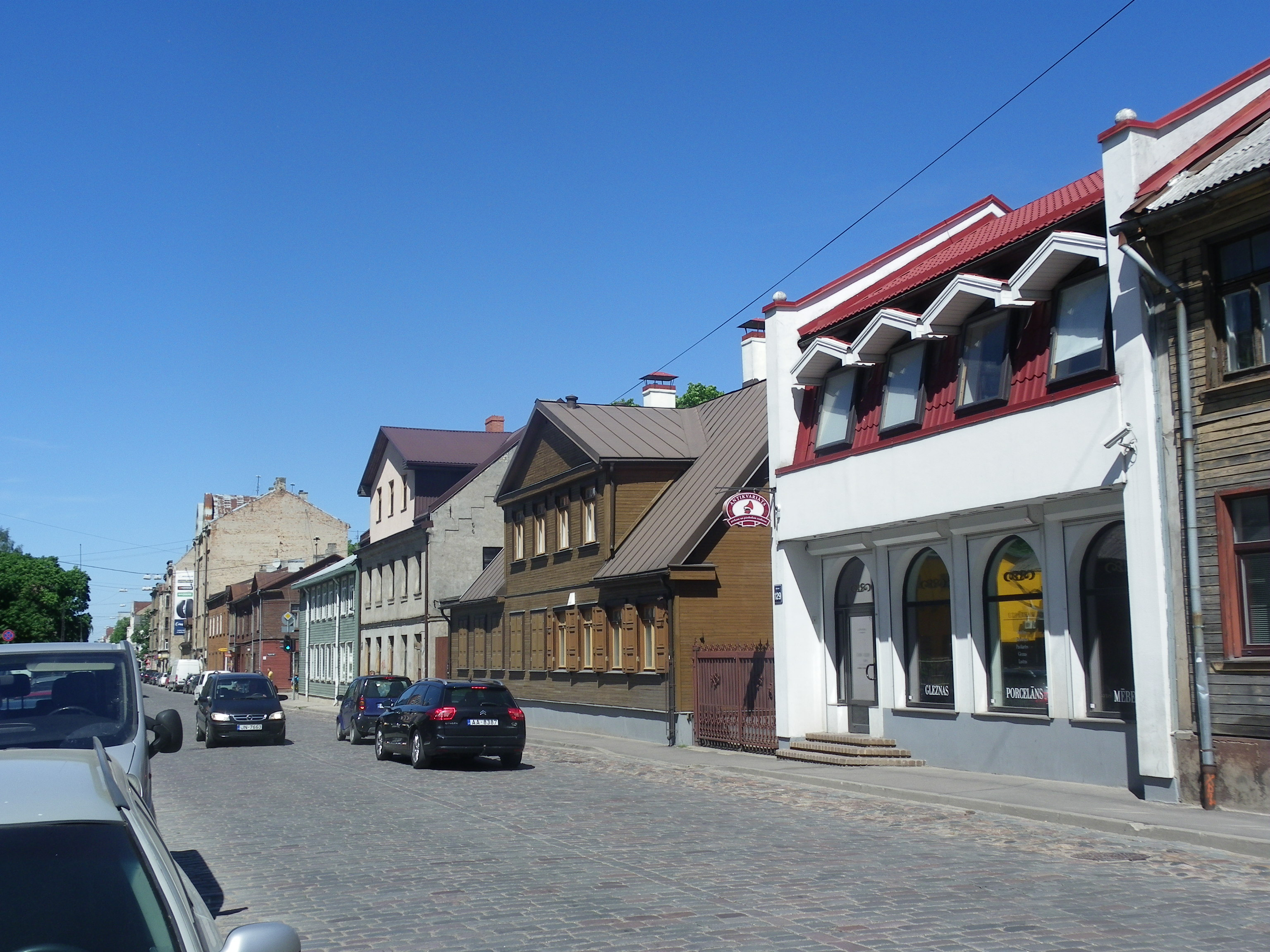
Matīsa iela 129.